# Hale (Misuri)
Hale es una ciudad ubicada en el condado de Carroll en el estado estadounidense de Misuri. En el Censo de 2010 tenía una población de 419 habitantes y una densidad poblacional de 294,68 personas por km².

## Geografía
Hale se encuentra ubicada en las coordenadas 39°36′18″N 93°20′36″O / 39.60500, -93.34333. Según la Oficina del Censo de los Estados Unidos, Hale tiene una superficie total de 1.42 km², de la cual 1.42 km² corresponden a tierra firme y (0%) 0 km² es agua.

## Demografía
Según el censo de 2010, había 419 personas residiendo en Hale. La densidad de población era de 294,68 hab./km². De los 419 habitantes, Hale estaba compuesto por el 97.14% blancos, el 0% eran afroamericanos, el 0.48% eran amerindios, el 0% eran asiáticos, el 0% eran isleños del Pacífico, el 0% eran de otras razas y el 2.39% pertenecían a dos o más razas. Del total de la población el 0.24% eran hispanos o latinos de cualquier raza.